# NGC 5778
NGC 5778 (NGC 5825) je eliptična galaktika u zviježđu Volaru. Naknadno je utvrđeno da je NGC 5825 ista galaktika.

## Vanjske poveznice
- (engl.) SEDS: NGC 5778
- (engl.) Hartmut Frommert: Revidirani Novi opći katalog
- (engl.) Izvangalaktička baza podataka NASA-e i IPAC-a
- (engl.) Astronomska baza podataka SIMBAD
- (engl.) VizieR
- DSS-ova slika NGC 5778
- (engl.) Auke Slotegraaf: NGC 5778 Deep Sky Observer's Companion
- (engl.) Courtney Seligman: Objekti Novog općeg kataloga: NGC 5750 - 5799